# Bruno Sammartino
Bruno Leopoldo Francesco Sammartino (* 6. Oktober 1935 in Pizzoferrato, Italien; † 18. April 2018 in Pittsburgh, Pennsylvania) war ein italienischer Wrestler. Sammartino war in der Wrestlingorganisation World Wide Wrestling Federation mit einer Dauer von fast acht Jahren der längste amtierende World Heavyweight Champion, sowie der am längsten amtierende Heavyweight Champion im Wrestling überhaupt. Während seiner aktiven Karriere sorgten Sammartinos Auftritte stets für ausverkaufte Veranstaltungen und Rekordzuschauerzahlen. Später stand er der modernen Ausrichtung des Wrestling ablehnend gegenüber. Er ist der Vater von David Sammartino, der ebenfalls aktiver Wrestler war.

## Leben
Sammartinos Familie musste sich während des Zweiten Weltkriegs in den Bergen vor den deutschen Soldaten verstecken. Im Februar 1950 wanderte er in die USA aus und ließ sich schließlich in Pittsburgh, Pennsylvania, nieder, wo sein Vater bereits seit einigen Jahren lebte. Der schmächtige, vom Krieg geprägte Sammartino war Attacken seiner Mitschüler ausgesetzt. Aus diesem Grund begann er mit Gewichtheben.
1956 schaffte er es sogar fast in das Olympiateam der USA, wurde aber vom über 30 kg schwereren Paul Anderson ausgestochen. An der von ihm besuchten Schenley High School gab es keine Ringer, aber er trainierte mit dem Ringerteam der Universität von Pittsburgh unter Rex Peary. Sammartino wurde dafür bekannt, Kraftdemonstrationen zu vollführen und wurde daher von Bob Prince ins Fernsehen gebracht. Dabei sah ihn der lokale Wrestlingpromoter Rudy Miller. Miller holte Sammartino zum professionellen Wrestling, um ihn als Helden für die italo-amerikanischen Zuschauer aufzubauen.
Sammartino unterzog sich 2011 einer Herzoperation. Er starb am 18. April 2018 im Alter von 82 Jahren an mehrfachem Organversagen aufgrund von Herzproblemen nach einem zweimonatigen Krankenhausaufenthalt.

## Wrestling-Karriere

### Anfänge
1959 begann Sammartino für die lokale Pittsburgh Promotion aufzutreten und galt als absoluter Publikumsliebling. Auch nationale Größen wie Gorilla Monsoon, Crusher Lisowski, Bobo Brazil und der junge George Steele traten dort auf. Bruno selbst kaufte sich in die Promotion ein und wurde Miteigentümer, bevor er sie 1974 endgültig an die WWWF verkaufte.

### World Wide Wrestling Federation/World Wrestling Federation/WWE (1959–1987, 2013)

#### Erste Auftritte und erste WWWF World Heavyweight Championship Regentschaft (1959–1971)
Auch für die Worldwide Wrestling Federation trat Sammartino auf. Er machte Schlagzeilen, da er der erste und auch einzige Wrestler war, der den über 270 kg schweren Wrestler Haystacks Calhoun ausheben konnte. Am 2. August 1962 ließ man ihn den amtierenden NWA Champion Buddy Rogers zum ersten Mal besiegen. Offiziell lehnte Sammartino den Titel jedoch ab, da Rogers laut Showskript verletzt war. Am 17. Mai 1963 jedoch besiegte er eben jenen Rogers in nur 48 Sekunden erneut um den WWWF World Heavyweight Championship. Hintergrund dieses kurzen Kampfes war, dass Rogers tatsächlich ein Herzleiden hatte und als Champion daher zukünftig nicht mehr in Frage kam. Bruno durfte diesen Titel 7 Jahre, 8 Monate und einen Tag lang halten, länger als jeder andere vor oder nach ihm.
Bruno Sammartino galt als der beliebteste Wrestler der Vereinigten Staaten, sodass er vorgesehen war, 1965 zusätzlich Lou Thesz’ NWA Champion Titel abzunehmen. Damit wäre er der erste Wrestler gewesen, der gleichzeitig die beiden prestigeträchtigsten Wrestling-Titel Amerikas gehalten hätte. Aufgrund der hohen Auftrittsrate, die er dann aber hätte bewältigen müssen, lehnte Sammartino dieses Match ab. Stattdessen besiegte dann Gene Kiniski Thesz.
Sammartino war zu diesem Zeitpunkt schon zur lebenden Legende geworden: So bestritt er in seiner Karriere 211 Main Events (der Höhepunkt einer Veranstaltung) im Madison Square Garden, mehr als jeder andere. Er hatte Fehdenprogramme mit den damaligen Top-Leuten des Wrestling, wie Killer Kowalski, Giant Baba, Ernie Ladd und vielen anderen.
Am 18. Januar 1971 gab Sammartino seinen Titel schließlich ab, nachdem er Vince McMahon Sr. längere Zeit darum gebeten hatte, da er sich körperlich, bedingt durch die lange Titelregentschaft und das damit verbundene häufige Wrestlen, nicht mehr in der Lage sah, länger Champion zu bleiben. Man ließ ihn im Madison Square Garden gegen den als Russen auftretenden Ivan Koloff durch Pinfall verlieren. Das Publikum reagierte geradezu geschockt und gab keinen Laut von sich, hatte doch während der Zeit des Kalten Krieges nun ein „Sowjet“ den einheimischen Champion geschlagen. Als besonderen Angle gab man an diesem Abend den Titelwechsel nicht bekannt.

#### Zweite WWWF World Heavyweight Championship Regentschaft (1973–1977)

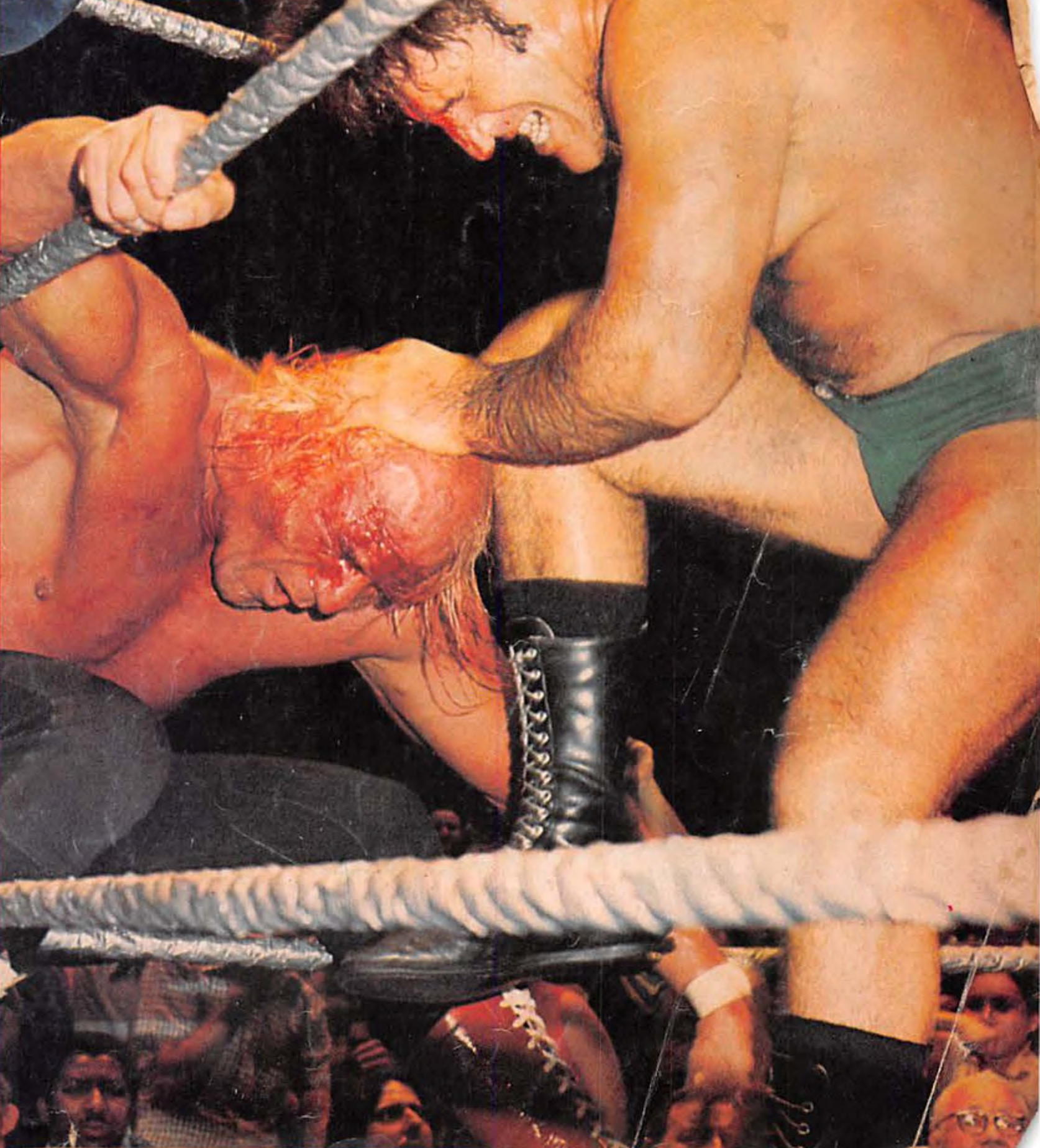
Sammartino in einem Match gegen Billy Graham 1979

Am 10. Dezember 1973 durfte sich Sammartino den Titel jedoch zurückholen, indem er Stan „The Man“ Stasiak besiegte, der als Übergangschampion nach Pedro Morales fungierte, weil man nicht zwei Publikumslieblinge gegeneinander antreten lassen wollte. Diesmal durfte er den Titel für 3 Jahre, 4 Monate und 20 Tage halten.
Am 26. April 1976 erlitt Sammartino die schwerste Verletzung seiner Karriere. In einem Match gegen Stan Hansen führte Hansen eine Wrestling-Aktion unsauber aus und Sammartino zog sich dadurch eine Fraktur im Nackenbereich zu. Nach zwei Monaten kehrte er zurück und trat in einem Rückmatch, welches im Rahmenprogramm des Show-Kampfes zwischen Antonio Inoki und Muhammad Ali stattfand, erneut gegen Hansen an.
Brunos zweite Titelregentschaft endete am 30. April 1977, als man Superstar Billy Graham gegen ihn siegen ließ. Danach tourte Sammartino durch verschiedene Ligen, unter anderem trat er mit Dick the Bruiser als Tag-Team an und beide errangen die WWA Tag-Team Titel von den Valiant Brothers.

#### Letzte Matche und Rücktritt (1978–1981)
Am 22. Januar 1980 begann Sammartino, als er in die WWF zurückgekehrt war, ein neues Fehdenprogramm gegen seinen einstigen Wrestling-Schüler Larry Zbyszko, welches er als Sieger beenden sollte.
Nachdem er 1981 zurückgetreten war, kam er nochmals zurück zur WWF, um die Karriere seines Sohnes David in die richtigen Wege zu leiten. Sammartino trat zusammen mit seinem Sohn im Tag Team auf. Doch David sah sich nur als Mittel zum Zweck, dass sein Vater weiter für die WWF auftrat, und verließ die Organisation mehrmals. Bruno Sammartino hingegen machte weiter, um McMahon zu besänftigen und seinen Sohn zurückzubringen.

#### Rückkehr zum Ring und Ende der In-Ring Karriere (1984–1988)

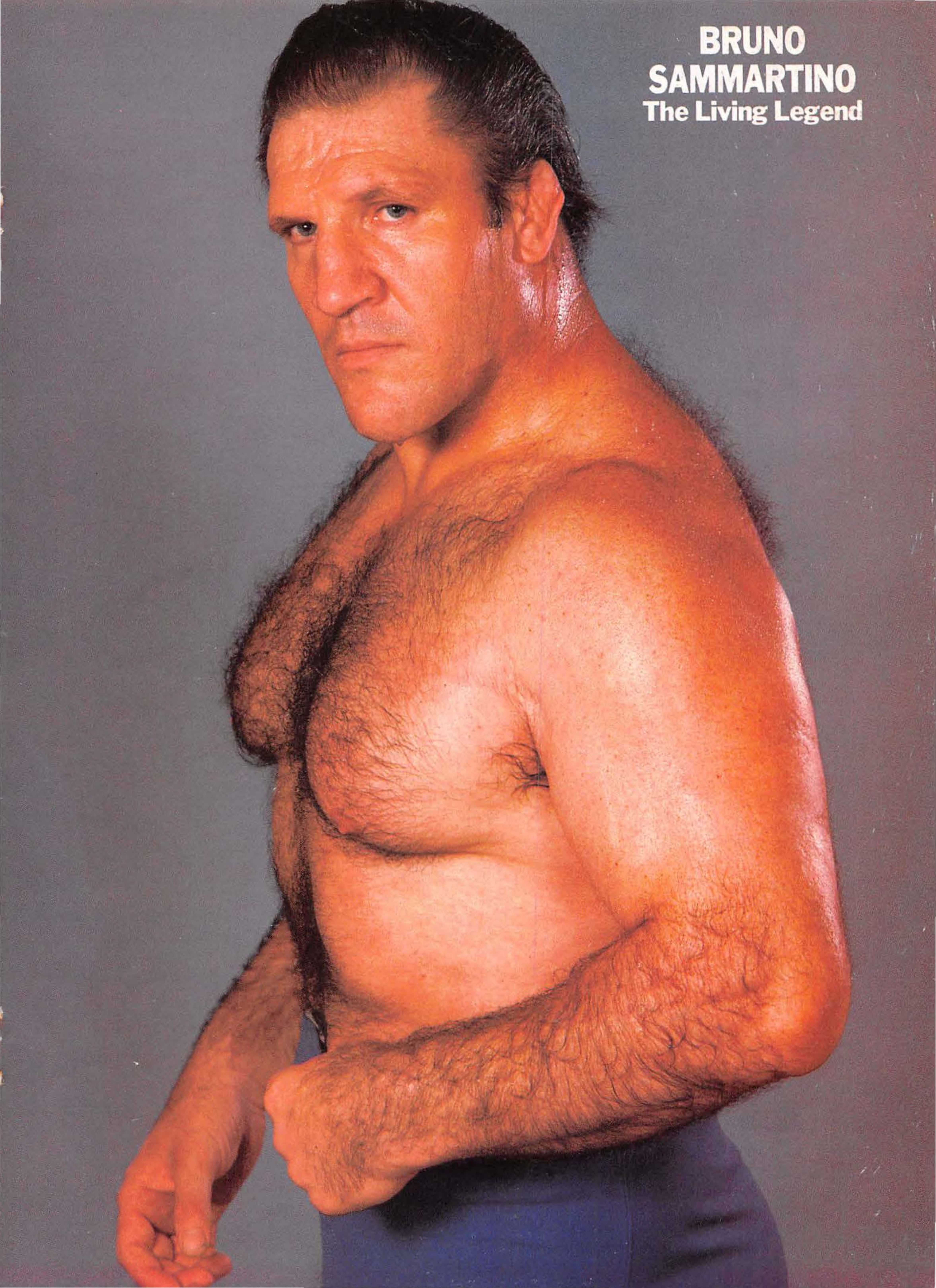
Sammartino 1987

Sammartino nahm bei WrestleMania 2 an der Battle Royal teil und begann danach ein Fehdenprogramm mit Randy Savage. Man ließ ihn öfters mit Tito Santana und seinem alten Rivalen George „The Animal“ Steele gegen Savage und Adrian Adonis antreten. Sammartino gewann auch ein Lumberjack Match um den Intercontinental Titel gegen Savage. Da der Sieg allerdings durch Disqualifikation zu Stande kam, behielt Savage den Titel. Des Weiteren arbeitete er unter anderem mit Sgt.Slaughter, Nikolai Volkoff und Rowdy Roddy Piper. In seinem letzten WWF Match arbeitete er mit Hulk Hogan zusammen und trat mit diesem gegen King Kong Bundy und One Man Gang an. Am 28. Oktober 1989 fungierte er als Gastringrichter bei der Veranstaltung NWA Halloween Havoc.

#### Aufnahme in die Hall of Fame (2013)

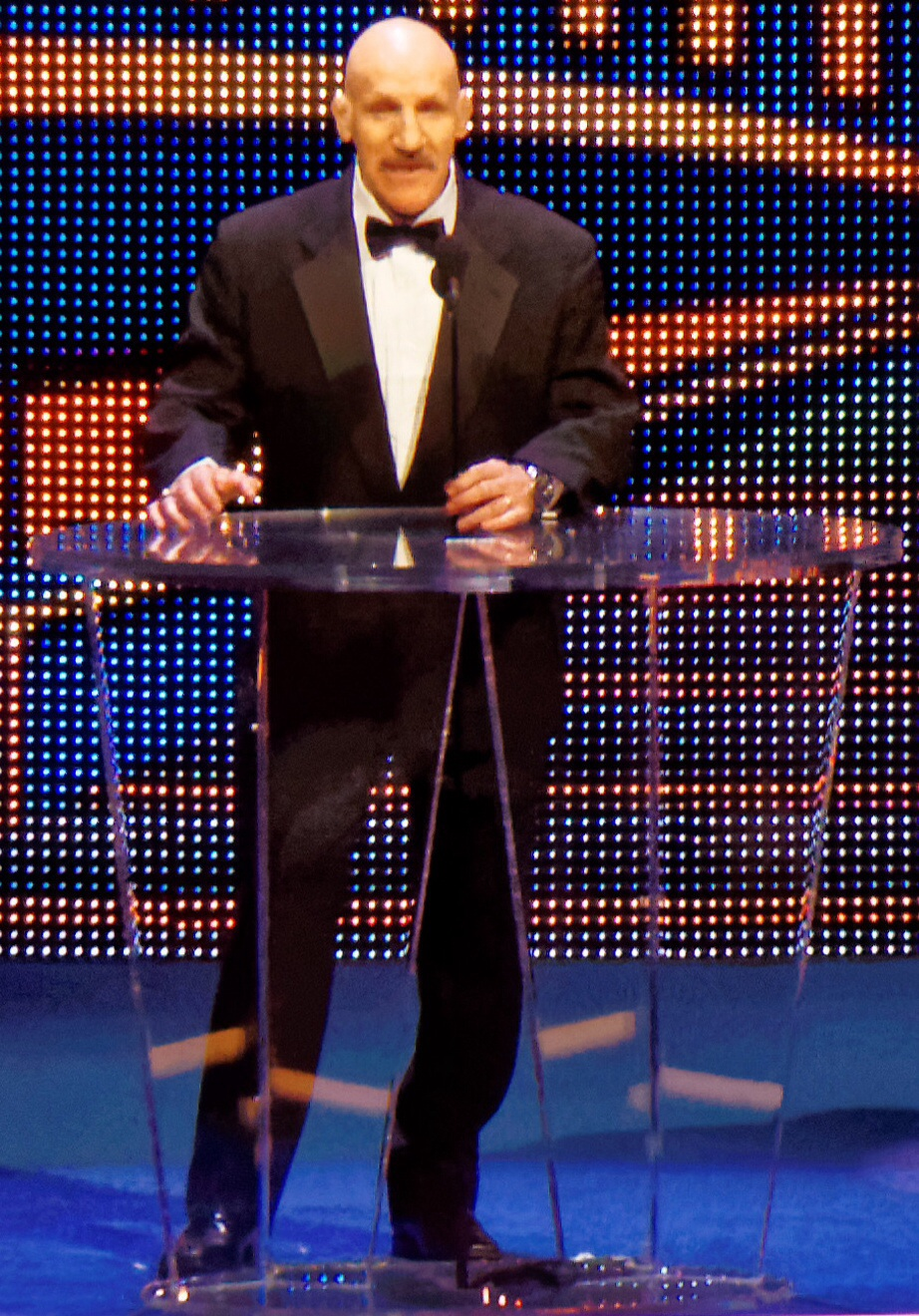
Sammartino wurde 2013 in die WWE Hall of Fame aufgenommen

In der Universal Wrestling Federation war Bruno Sammartino in den 1990er Jahren als Fernseh-Kommentator tätig, zumal sein Sohn David dort als Wrestler aktiv war. Seit seinem Ruhestand hat Sammartino die heutige Ausrichtung des Wrestling öffentlich kritisiert. Auch den Gebrauch von anabolen Steroiden verurteilte er scharf. Letzteres ist auch der Grund, dass er den Kontakt zu seinem Sohn David abbrach. Vor allem gegenüber der WWE zeigte sich Sammartino abweisend, schlug Angebote für Retrospektiven seiner Karriere aus und wollte nicht in deren Hall of Fame aufgenommen werden. Unabhängige Karriererückblicke wurden allerdings produziert, darunter: Bruno Sammartino's Legends Never Die, La Roccia, The Passing of the Belt, und The Boys are Back.
Nach langen Gesprächen mit Paul Levesque war Sammartino schließlich einverstanden und wurde am 6. April 2013 in die WWE Hall of Fame aufgenommen. Die Laudatio hielt sein langjähriger Freund Arnold Schwarzenegger.

## Wissenswertes
Er hat einen Stern auf dem Madison Square Garden Walk of Fame. Bruno ist derjenige, der als Erster The Living Legend genannt wurde, Larry Zbyszko nahm diesen Namen im Zuge des Fehdenprogramms der beiden für sich in Anspruch und behielt ihn als Zusatz. Sammartinos Regentschaft vom 17. Mai 1963 bis zum 18. Januar 1971 ist mit 2803 Tagen die längste Regentschaft des WWE Championship.

## Titel und Auszeichnungen

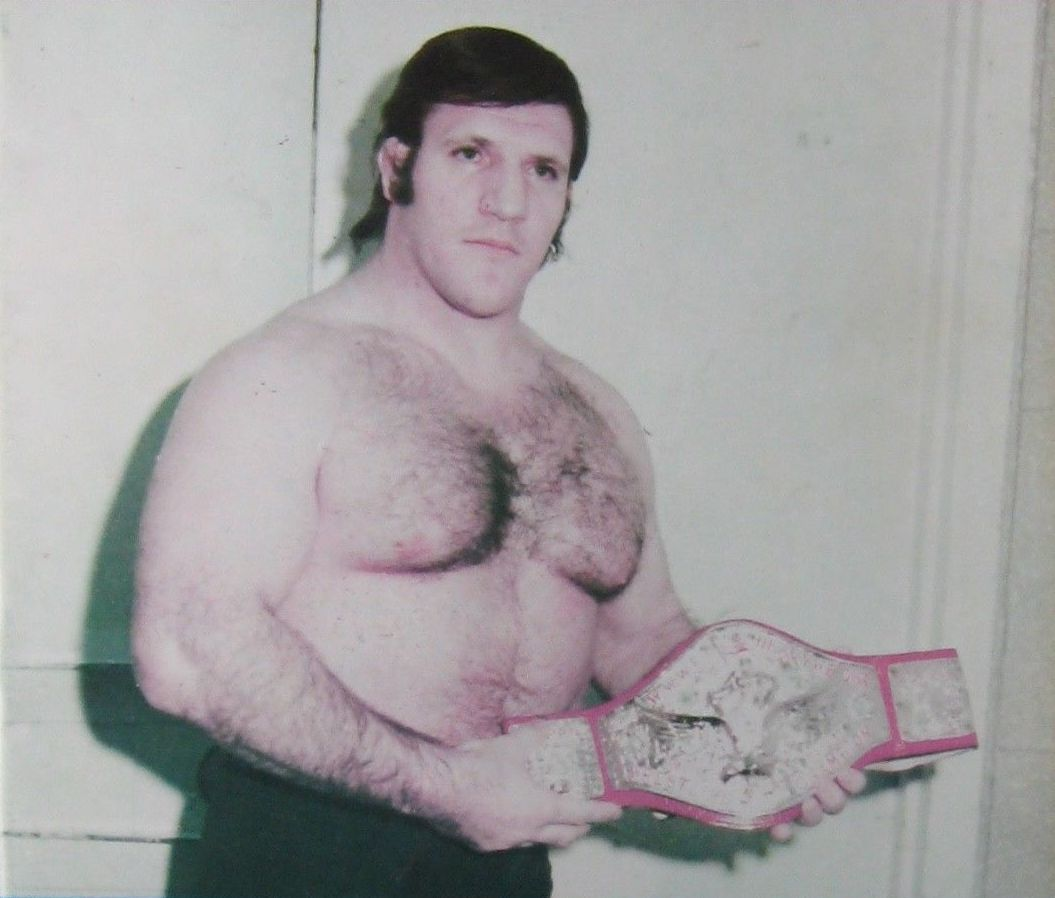
Sammartinos WWWF Championship Regentschaft vom 17. Mai 1963 bis zum 18. Januar 1971 ist mit 2803 Tagen die längste des Titels

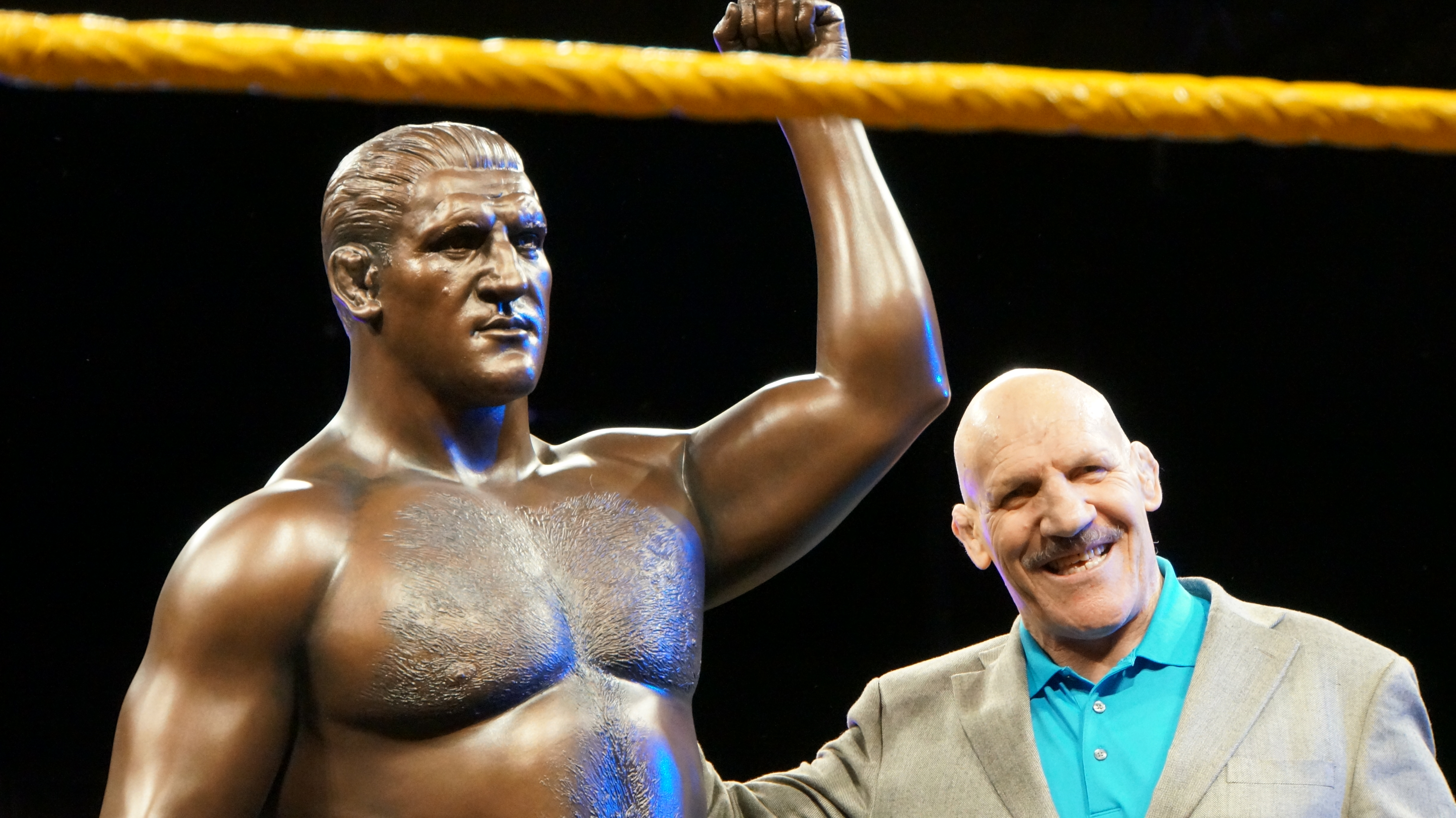
Sammartino erhielt eine Bronzestatue von der WWE in 2014

### Titel
- Grand Prix Wrestling
  - 1× GPW Tag Team Champion mit Edouard Carpentier

- Maple Leaf Wrestling
  - 1× NWA United States Heavyweight Champion (Toronto Version)
  - 1× NWA International Tag Team Champion (Toronto Version) mit Billy Watson

- NWA Hollywood Wrestling
  - 1972 Los Angeles Battle Royal

- World Wide Wrestling Association
  - 1× WWWA World Heavyweight Champion (letzter Titelträger)
  - 1× WWWA World Tag Team Champion mit Argentina Apollo

- World Wide Wrestling Federation
  - 2× WWWF World Heavyweight Champion (längste Regentschaft)
  - 1× WWWF International Tag Team Champion mit Dominic DeNucci
  - 1× WWWF United States Tag Team Champion mit Spiros Arion

- World Wrestling Association
  - 1× WWA World Tag Team Champion mit Dick the Bruiser

- World Wrestling Council
  - 1× WWC North American Heavyweight Champion

### Auszeichnungen
- 2008 Aufnahme in die WWWA Hall of Fame
- 2013 Aufnahme in die WWE Hall of Fame
- 2014 Erhalt einer WWE Bronze Statue